# Blue Diamonds
Blue Diamonds est un groupe néerlandais de pop, actif entre 1957 et 2000. Il est surtout connu pour leur single Ramona, qui se vend à un million d'exemplaires. Les frères indo (néerlando-indonésiens) Ruud de Wolff (12 mai 1941–18 décembre 2000) et Riem de Wolff (15 avril 1943–12 septembre 2017) forment le groupe peu après avoir immigré à Driebergen-Rijsenburg, aux Pays-Bas, en 1949. Ils sont nés à Batavia (désormais Jakarta), en Indonésie.

## Histoire
Appelés les « Dutch - Indonesian Everly Brothers », les Blue Diamonds reprennent de nombreuses chansons des Everly Brothers, mais deviennent célèbres en 1960 grâce à leur reprise de Ramona, une chanson écrite à l'origine pour le film Ramona, sorti en 1928. La chanson avait été écrite pour des apparitions promotionnelles avec Dolores del Río (la star du film), mais ne figure pas dans le film lui-même. La version up-tempo des Blue Diamonds (qui passe du rythme 3/4 d'origine à un rythme de 4/4) atteint le no 72 du Billboard Hot 100 américain en 1960. Elle se vend à plus de 250 000 exemplaires aux Pays-Bas (le premier disque à le faire) et à plus d'un million d'exemplaires en Allemagne en 1961.
Bien que leur dernier succès remonte à 1971, ils continuent à se produire ensemble jusqu'à ce que Ruud de Wolff décède d'un cancer de la vessie à la fin de l'année 2000. Riem de Wolff continue à se produire et à publier des albums jusqu'à sa mort en 2017. Au moment de sa mort, Riem venait d'apprendre qu'il souffrait d'un cancer du poumon et du foie et avait subi les effets d'un récent accident vasculaire cérébral. 